# Chelow kabab

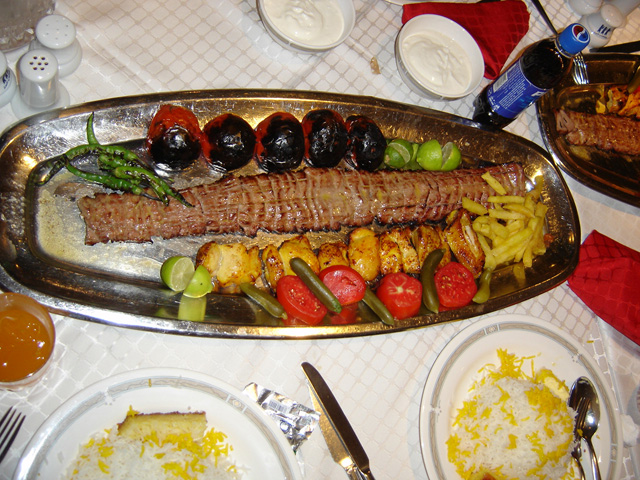
Fotografía de Chelow kabab.

El Chelow kabab se trata de un kebab considerado un plato nacional de la cocina de Irán, y Turquía. El plato es muy simple y se elabora con arroz basmati sazonado y decorado con azafrán (chelow). Este plato es tan popular que hoy se sirve por cualquier parte de Irán, pero se relata más tradicionalmente con el norte.

## A Servir
La antigua tradición del basar el arroz es la de cubrirse con una tapa de lata.  Este se sirve con los acompañamientos alimentales Iranios Básicos al lado de arroz con mantequilla puesta encima y tomates cocinados a la parrilla.  También, Somagh se hace disponible y se le viste al arroz. Los acompañamientos se encuentran servidos al principio, seguido inmediatamente por los kababs, los cuales lleva a la mesa el camarero.  Suele sostener varios pinchos en su mano izquierda y pan blando, típicamente nān-e lavāsh, en la su derecha.
Será una vieja tradición del noreste (originando en tabriz), que un yelmo de huevo crudo se ubica encima del arroz, luego se hace estrictamente opcional y no muy común.  De hecho, menos específicamente pedido, la mayoría de los restaurantes no sirve el arroz de este modo.
La bebida tradicional empleada para acompañar el chelow kabab es el doogh.  Es una bebida a base de yogur, aderezada con menta y sal, y a veces bullida con agua mineral.